# Alta costura

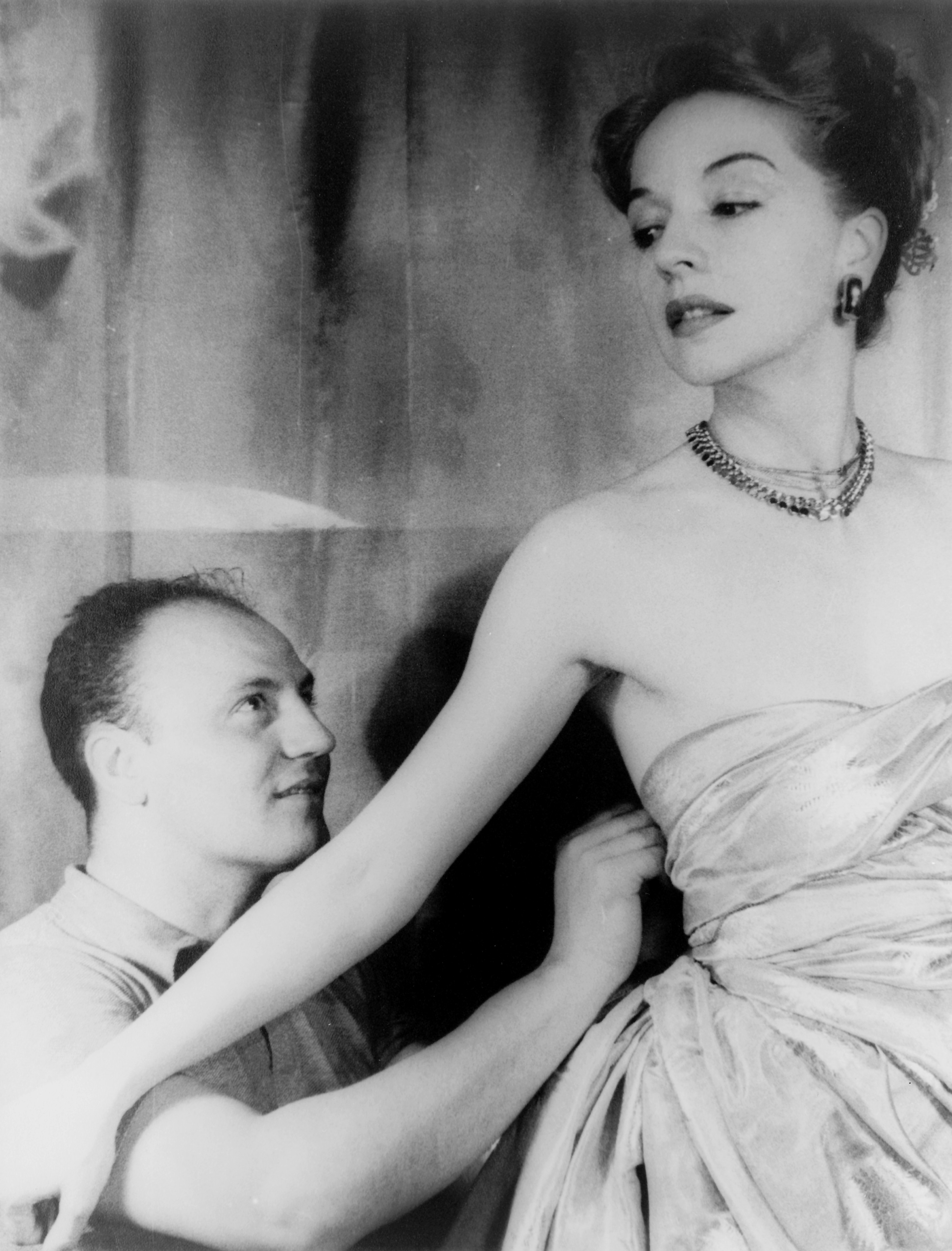
Pierre Balmain ajustando un vestido de la modelo Ruth Ford en 1947 (fotografiado por Carl Van Vechten).

Alta costura (del francés Haute Couture, pronunciado [ot kutyʁ]) se refiere a la creación de prendas exclusivas a la medida del cliente. La «Alta costura» es moda hecha a medida, de forma artesanal -realizada manualmente, con escasa intervención de la máquina de coser- desde el principio hasta el final, con telas de alta calidad, caras e inusuales. Es cosida con extrema atención al detalle y acabada por los costureros con más experiencia y capacidad, los cuales suelen usar técnicas manuales que consumen mucho tiempo.
La traducción literal de la palabra couture es «confección», pero también se puede referir a la moda, al coser, o a la costura. Comúnmente se usa también como abreviación de haute couture y se refiere a lo mismo en espíritu. La traducción literal de haute es «alta». Una prenda de alta costura normalmente se realiza para un cliente, confeccionada específicamente con las medidas y para las posturas corporales de quien la usará. Considerando la cantidad de tiempo, dinero, y habilidades que implica cada pieza completada, se dice que las prendas de alta costura «no tienen precio». No todas las piezas de alta costura están orientada a la venta; a veces, se diseñan y construyen para la pasarela, como una exhibición de arte.
El término originalmente se refería al trabajo del inglés Charles Frederick Worth, producido en París a mediados del siglo XIX. En la Francia moderna, «alta costura» es un nombre protegido que solo pueden utilizar empresas que cumplan ciertos estándares definidos. Sin embargo, ese mismo término sirve, en sentido amplio, para denominar las prendas de moda hechas a la medida, ya sea que se hayan producido en París o en otras capitales de la moda, como Londres, Milán, Nueva York o Tokio.
Así, la alta costura puede referirse a:
- las casas de moda o diseñadores de moda que crean modas exclusivas y que, a menudo, imponen tendencias.
- las piezas de indumentaria realizadas de forma exquisitamente artesanal.

## Historia

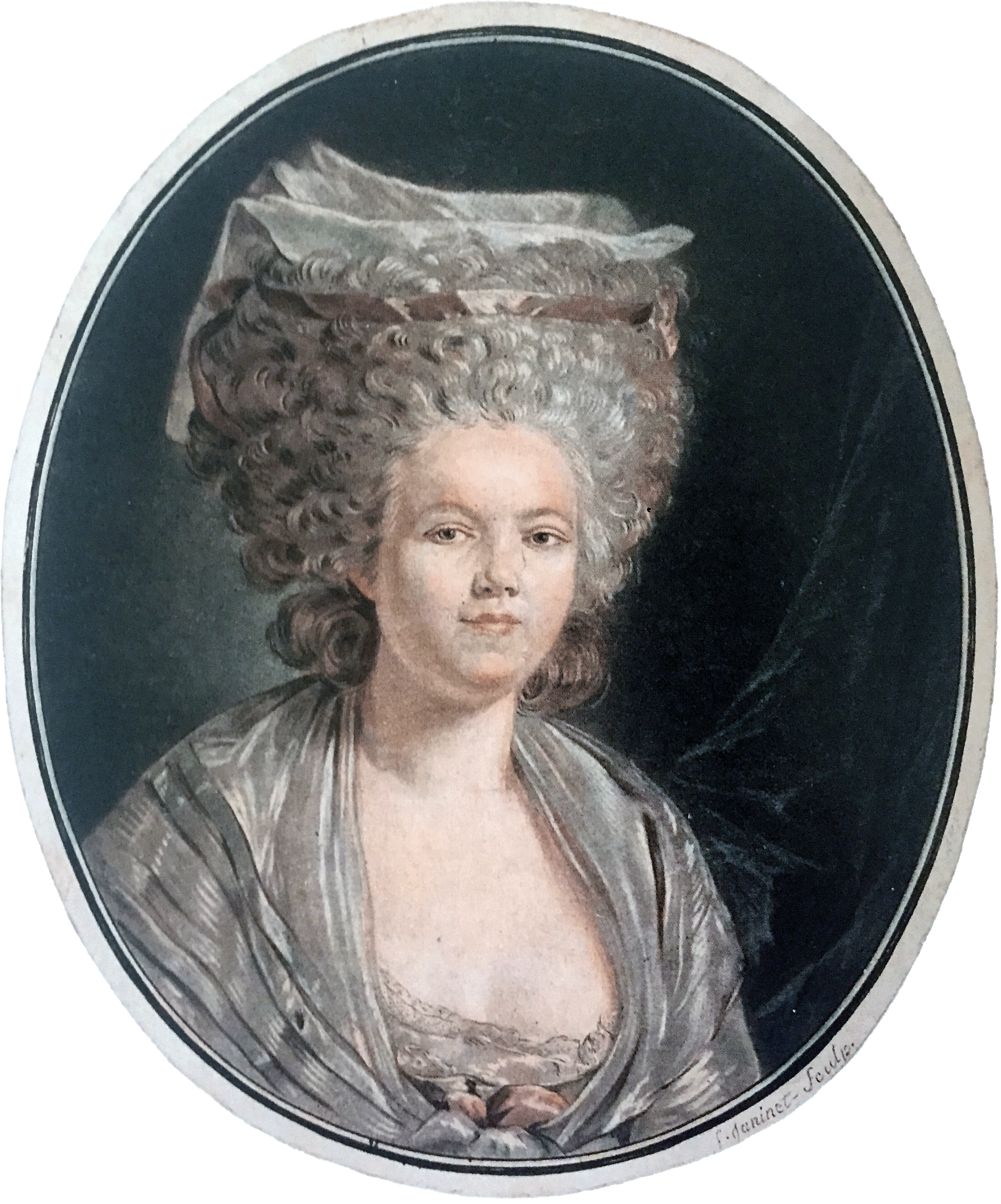
Rose Bertin, «ministre des modes» de la reina María Antonieta, precursora de la alta costura francesa en el siglo.

La alta costura surgió en el siglo XVIII con Rose Bertin, la diseñadora de modas francesa de la reina María Antonieta, considerada una de las primeras en introducir la moda y la alta costura en la cultura francesa. El liderazgo francés en la moda europea se consolidó a finales del XVIII, cuando la influencia, que venía del arte, la arquitectura, la música, y la moda de la corte francesa en Versalles fue imitada en toda Europa. Los que visitaban París regresaban con prendas rápidamente imitadas por costureros locales. Mujeres con estilo también ordenaban muñecas vestidas con la última moda parisina para usarlas como modelos.
Cuando se desarrolló el transporte en Europa, a través de las vías de tren y los barcos de vapor, cada vez era más frecuente que mujeres adineradas viajaran a París para comprar ropa y accesorios. Costureros y modistos franceses eran comúnmente conocidos como los mejores en Europa, y las prendas parisinas auténticas eran consideradas mejores que las imitaciones locales.
El costurero Charles Frederick Worth (13 de octubre de 1826-10 de marzo de 1895), es ampliamente considerado el padre de la alta costura como la conocemos hoy en día. Aunque nació en Bourne, Lincolnshire, Inglaterra, Worth dejó su marca en la industria de la moda francesa. Revolucionando la percepción que se tenía previamente de la costura, Worth logró que el modisto se convirtiera en el artista de las prendas: un diseñador de modas. Mientras creaba diseños completamente exclusivos para satisfacer a algunas de sus clientas de alto rango o adineradas, se hizo conocido por crear un portafolio con diseños que eran mostrados en modelos reales que posaban en la Casa Worth. Las clientas seleccionaban un modelo, especificaban colores y materiales, y hacían duplicar esa pieza en el taller de Worth. Él combinaba la confección individual y la estandarizada normalmente usada en la industria de la ropa prêt-à-porter, la cual también se estaba desarrollando durante ese periodo.
Callot Soeurs, Jean Patou, Jeanne Paquin, Paul Poiret, Madeleine Vionnet, Mariano Fortuny, Jeanne Lanvin, Coco Chanel, Mainbocher, Elsa Schiaparelli, Cristóbal Balenciaga, y Christian Dior siguieron los pasos de Worth. Algunas de estas casas de moda siguen existiendo actualmente, bajo el liderazgo de diseñadores modernos.
En el año 1960, un grupo de diseñadores jóvenes, quienes habían sido entrenados por hombres como Dior y Balenciaga, dejaron esas casas de costura y abrieron sus propios establecimientos. Los más exitosos entre esos diseñadores jóvenes fueron Yves Saint Laurent, Pierre Cardin, André Courrèges, Ted Lapidus, y Emanuel Ungaro. Hanae Mori, originaria de Japón, pero con sede en París, también tuvo éxito al establecer su propia línea.
Lacroix es una de las casas de moda que empezaron a finales del siglo XX. Entre otras casas nuevas estaban Jean-Paul Gaultier y Thierry Mugler. Debido a los costos tan altos para producir colecciones de alta costura, Lacroix y Mugler dejaron de lado sus actividades de alta costura.
Las colecciones de alta costura modernizada no se diseñan para venderse, sino para las pasarelas. En lugar de ser creadas con el propósito de venderse y generar ganancias, éstas son hechas para ampliar la publicidad, al igual que para entender y mejorar la percepción de la imagen de la marca.
Para estas casas de moda, las prendas a medida ya no son sus ingresos principales, ya que a menudo cuestan mucho más de lo que generan a través de ventas directas; simplemente aumentan el aura de la moda a su empresa en la línea prêt-à-porter y en otros productos de lujo relacionados, como zapatos y perfumes, proyectos que generan mayores ingresos para la compañía. Sin embargo, la comercialización excesiva y generación de ingresos puede ser perjudicial. Por ejemplo Cardin abandonó la industria en 1980, y el nombre perdió su caché cada vez que alguien compraba una maleta Cardin rebajada en una tienda. Sus colecciones prêt-à-porter son las que están disponibles para una audiencia mayor, agregándole un toque de glamour y la sensación de alta costura en los armarios.
En la década de 1960 también hubo una rebelión en contra de los lujosos estándares establecidos, por la moda más informal reivindicada por roqueros y hippies, al igual que hubo una creciente internacionalización de la escena de la moda. La gente adinerada que se dedicaba a ir de fiesta y de compras, se dio cuenta de que podía hacerlo tan felizmente en Nueva York como en París. Las mujeres más acomodadas ya no sentían que un vestido parisino era necesariamente mejor que uno hecho en cualquier otra parte. Mientras París sigue destacando en el mundo de la moda, ya no es la única mediadora de la moda.

## Alta costura en sentido estricto
En Francia, el término Haute Couture está protegido por la ley y definido por la Chambre de commerce et d'industrie de Paris (Cámara de Comercio y de Industria de París) con sede en París, Francia. La Chambre Syndicale de la Haute Couture (Cámara Sindical de Alta costura) está definida como «comisión reguladora que determina qué casas de moda son elegibles para ser verdaderas casas de Alta costura». Sus reglas declaran que solo «esas compañías mencionadas en la lista hecha cada año por una comisión situada en el Ministerio de Industria tienen derecho a usar la designación "Haute Couture"».
La Chambre Syndicale de la Couture Parisienne (Cámara Sindical de la Confección Parisina) es una asociación de modistos parisinos fundada en 1868 como resultado de las asociaciones medievales que regulan a sus miembros en cuanto a piratería de estilos, fechas de aperturas para colecciones, número de modelos presentados, relaciones con la prensa, cuestiones legales y de impuestos, y actividades promocionales. La formación de la organización fue creada por Charles Frederick Worth. Una escuela afiliada fue organizada en 1927, llamada L'École de la Chambre Syndicale de la Couture Parisienne. La escuela impulsa la formación y desarrollo de nuevos diseñadores para ayudar a las casas de “alta costura” que siguen presentes hasta la fecha. Desde 1975, esta organización ha trabajado dentro de la Federation Francaise de Couture, du Prêt-à-Porter des Couturiers et des Createurs de Mode (Federación Francesa de Alta costura, de Confección prêt-à-porter y de Creadores de Moda).

### Requisitos del clubHaute Couture
Los criterios para haute couture fueron establecidos en 1945 y actualizados en 1992. Para ganarse el derecho de llamarse una casa de alta costura y usar el término Haute Couture en su publicidad y en cualquier otro ámbito, miembros de la Chambre Syndicale de la Haute Couture deben seguir las siguientes reglas:
- Diseñar a medida para clientes privados, con una o más pruebas de vestido.
- Tener un taller (atelier) en París que cuente por lo menos con 20 empleados a tiempo completo.
- Cada temporada, presentar una colección de mínimo cincuenta diseños originales al público, que contenga prendas de día y de noche, en enero y en julio de cada año.

No obstante, el término haute couture puede que haya sido usado incorrectamente por marcas de prêt-à-porter (lista-para-usar) desde finales del año 1980, provocando que su verdadero significado se haya mezclado o confundido con el de prêt-à-porter ante la percepción del público. Todas las casas de alta costura también fabrican colecciones prêt-à-porter, que son las que normalmente les proporcionan más ganancias que sus prendas hechas a medida. Ingresos decrecientes han forzado a algunas casas de alta costura a abandonar su división de alta costura, que genera pocas ganancias, y concentrarse en su división prêt-à-porter menos prestigiosa. Estas casas ya no se consideran alta costura en sentido estricto.
Muchas casas de diseño de modas exitosas, como Chanel, usan el término para algunas de sus colecciones especiales. Estas colecciones normalmente no están a la venta o son muy difíciles de comprar. Algunas veces, el término se utiliza inapropiadamente para describir actividades que no tienen que ver con la confección, como artes plásticas, música...

### Miembros de laChambre Syndicale de la Haute Couture
Para la temporada de primavera 2017 la lista oficial de miembros es:

#### Miembros oficiales[15]
- Adeline André
- Alexandre Vauthier
- Alexis Mabille
- Bouchra Jarrar
- Chanel

Cristóbal Balenciaga 
- Christian Dior
- Franck Sorbier
- Giambattista Valli
- Givenchy
- Jean-Paul Gaultier
- Julien Fournié
- Maison Margiela
- Maurizio Galante
- Schiaparelli
- Stéphane Rolland

#### Miembros correspondientes (extranjeros)
Azzedine Alaïa -
Elie Saab -
Giorgio Armani -
Valentino -
Versace -
Viktor & Rolf

#### Miembros invitados
Aganovich, Antonio Grimaldi, Azzaro, Christophe Josse, Hobeika Georges, Guo Pei, IrisVan Herpen, Casa Rabih Kayrouz, Ralph y Russo, Ronald Van DerKemp, Ulyana Sergeenko

#### Joyería
Datos de 2016
- Boucheron
- Bvlgari
- Chanel Joaillerie
- Chaumet
- Dior Joaillerie
- De Beers
- Louis Vuitton Joaillerie

#### Accesorios
- Loulou de la Falaise
- Massaro
- On aura tout vu

#### Antiguos miembros
- Alexis Mabille
- Ana Paola Palomino
- Anel Risemberg
- Anel Ritemfer
- Angel Tejeda
- Anna May
- Anne Valérie Hash
- Balenciaga
- Callot Soeurs
- Carven
- Christian Lacroix
- Ektor Von Hoffmeister
- Elsa Schiaparelli
- Elizabeth Venegas
- Emilio Pucci
- Erica Spitulski
- Erik Tenorio
- Escada
- Fred Sathal
- Gai Mattiolo
- Germaine Lecomte
- Grès
- Grès Guy
- Guy Laroche
- Hanae Mori
- Jacques Fath
- Jacques Garreau
- Jacques Griffe
- Jacques Heim
- Jean Patou
- Jean-Louis Scherrer
- Jeanne Lafaurie
- Joseph
- Junaid Jamshed
- Lanvin
- Laroche
- Lecoanet Hemant
- Lefranc Ferrant[17]
- Loris Azzaro
- Louis Féraud
- Louise Chéruit
- Lucien Lelong
- Lucile Manguin
- Mad Carpentier
- Madeleine Chéruit
- Madeleine Vionnet
- Madeleine Vramant
- Maggy Rouff
- Mainbocher
- Mak Shoe
- Marcel Rochas
- Marcelle Chaumont
- Marcelle Dormoy
- Martial et Armand
- Nina Ricci
- Paco Rabanne
- Paola Cassaretto
- Patrick Kelly
- Paul Poiret
- Philippe et Gaston
- Pierre Balmain
- Pierre Cardin
- Rabih Kayrouz[18]
- Ralph Rucci
- Robert Piguet
- Seraglio
- Ted Lapidus
- Thierry Mugler
- Torrente
- Vera Borea
- Yves Saint Laurent

## Declive de la alta costura
Desde mediados del siglo XX decreció el número de casas de alta costura significativamente, de 106 en el año 1946 a solo 18 en el año 2000. En el año 2004 hubo únicamente nueve casas de costura de alto rango: Chanel, Versace, Valentino, Dior, Givenchy, Gaultier, Lacroix...
Algunos miembros invitados han incluido las casa de moda Boudicca, Cathy Pill, Richard René y Udo Edling, así como Eymeric François, Gerald Watelet (fr), Nicolas Le Cauchois (fr) y Wuyong. En la semana de Alta Costura Otoño/Invierno 2008/2009, Emmanuel Ungaro se mostró como miembro oficial.
En 2024, las quince casas de alta costura acreditadas son: Adeline André, Bouchra Jarrar, Chanel, Christian Dior, Jean Paul Gaultier, Julien Fournié, Givenchy, Alexis Mabille, Maison Margiella, Mauricio Galante, Stéphane Rolland, Frank Sorbier, Giambattista Valli Schiaparelli y Alexandre Vauthier.